# 恒州 (西魏)
恒州，中国南北朝时设置的州。
西魏在北地郡的三水县设置恒州，治所在今陕西省旬邑县东北。之后，恒州改到归德县。归德县在汉朝属于北地郡，东汉末年废弃。西魏文帝大统元年（535年）重设归德县，在今陕西省吴起县西北。北周废恒州，地入宁州。